# Мирлович-Полє
Мирлович-Полє (хорв. Mirlović Polje) — населений пункт у Хорватії, у Шибеницько-Книнській жупанії у складі громади Ружич.

## Населення
Населення за даними перепису 2011 року становило 170 осіб.
Динаміка чисельності населення поселення:

## Клімат
Середня річна температура становить 11,86 °C, середня максимальна – 26,50 °C, а середня мінімальна – -2,34 °C. Середня річна кількість опадів – 938 мм.
| Клімат поселення                              | Клімат поселення | Клімат поселення | Клімат поселення | Клімат поселення | Клімат поселення | Клімат поселення | Клімат поселення | Клімат поселення | Клімат поселення | Клімат поселення | Клімат поселення | Клімат поселення | Клімат поселення |
| Показник                                      | Січ.             | Лют.             | Бер.             | Квіт.            | Трав.            | Черв.            | Лип.             | Серп.            | Вер.             | Жовт.            | Лист.            | Груд.            |                  |
| Середній максимум, °C                         | 8,58             | 8,89             | 11,82            | 15,54            | 20,49            | 24,31            | 26,50            | 26,34            | 21,46            | 16,86            | 11,70            | 8,77             |                  |
| Середня температура, °C                       | 3,14             | 3,42             | 6,38             | 10,10            | 15,04            | 18,85            | 22,12            | 21,97            | 17,09            | 12,48            | 7,32             | 4,40             |                  |
| Середній мінімум, °C                          | −2,34            | −2,03            | 0,94             | 4,65             | 9,58             | 13,41            | 17,75            | 17,59            | 12,71            | 8,11             | 2,96             | 0,02             |                  |
| Норма опадів, мм                              | 75               | 68               | 74               | 81               | 68               | 68               | 45               | 58               | 85               | 100              | 118              | 98               |                  |
| Середньомісячна швидкість вітру, м/с          | 2.33             | 2.58             | 2.72             | 2.64             | 2.36             | 2.10             | 2.08             | 1.95             | 2.14             | 2.25             | 2.60             | 2.64             |                  |
| Середньомісячна сонячна радіація, кДж/м²·день | 5349             | 8087             | 11703            | 16104            | 19876            | 22325            | 24113            | 21115            | 15780            | 10317            | 5825             | 4537             |                  |
| --------------------------------------------- | ---------------- | ---------------- | ---------------- | ---------------- | ---------------- | ---------------- | ---------------- | ---------------- | ---------------- | ---------------- | ---------------- | ---------------- | ---------------- |
| Джерело:                                      |                  |                  |                  |                  |                  |                  |                  |                  |                  |                  |                  |                  |                  |